# 4623 Obraztsova
4623 Obraztsova (1981 UT15) là một tiểu hành tinh vành đai chính được phát hiện ngày 24 tháng 10 năm 1981 bởi L. I. Chernykh ở Nauchnyj.